# Colobochyla cinerea
Colobochyla cinerea là một loài bướm đêm trong họ Erebidae.